# HD225289
HD225289 — хімічно пекулярна зоря спектрального класу B8, що має видиму зоряну величину в смузі V приблизно  5,8.
Вона  розташована на відстані близько 724,8 світлових років від Сонця
й віддаляється від нас зі швидкістю близько 14км/сек.

## Фізичні характеристики
Зоря HD225289 обертається порівняно повільно навколо своєї осі. Проєкція її екваторіальної швидкості на промінь зору становить Vsin(i)= 40км/сек.
У даної зорі було зареєстровано періодичні зміни її яскравості з періодом P=6d.4322

## Пекулярний хімічний склад
Зоряна атмосфера HD225289 має підвищений вміст Hg.